# Stazione di Barumini
La stazione di Barumini fu una stazione ferroviaria al servizio del comune di Barumini, lungo la ferrovia Isili-Villacidro.

## Storia
Le origini dello scalo si ricollegano a quelle della linea ferroviaria tra Isili e Villacidro: la stazione fu infatti realizzata nella prima metà degli anni dieci del Novecento per conto della Ferrovie Complementari della Sardegna, venendo attivata insieme al resto della rete in concessione alla società il 21 giugno 1915.
Le FCS furono l'unico gestore dell'impianto nel corso della sua attività, durata poco più di quattro decenni: con la decisione di sostituire le relazioni espletate sulla ferrovia con autocorse, la stazione di Barumini cessò l'esercizio il 5 settembre 1956, data della chiusura della linea. Nel giro di poco tempo l'impianto fu disarmato e abbandonato; nei fabbricati dello scalo fu successivamente avviata una fase di ristrutturazione e riconversione per fini ricettivi e turistici nell'ultima parte degli anni dieci.

## Strutture e impianti
Posta nella parte nord dell'abitato di Barumini, la stazione era di tipo passante e durante gli anni di attività era dotata complessivamente di 3 binari a scartamento da 950 mm. Infatti dal binario di corsa se ne diramava uno passante a nord, mentre a sud aveva origine un tronchino (dotato di prolungamento) che giungeva dinanzi allo scalo merci dell'impianto, dotato anche di un magazzino e di un piano di carico. Nell'area era ubicata anche una cisterna per il rifornimento idrico delle locomotive. L'ex piazzale ferroviario è ora inglobato nella viabilità ordinaria (via Stazione, che utilizza parte dell'ex sedime ferroviario).
Attiguo al magazzino merci è posto l'edificio principale dello scalo, il fabbricato viaggiatori, del tipo di terza classe delle FCS: dal punto di vista architettonico si tratta di un edificio a due piani ed a pianta rettangolare, realizzato con muratura in pietra, avente tetto a falde e tre accessi sul lato che dava sui binari. Un ulteriore locale, non più esistente, ospitava infine i servizi igienici della stazione.

## Movimento
Negli anni di attività ferroviaria lo scalo fu servito dalle relazioni passeggeri e merci delle Ferrovie Complementari della Sardegna.

## Servizi
La stazione durante l'esercizio ferroviario era dotata di una sala d'attesa (ospitata nel fabbricato viaggiatori) e di servizi igienici, questi ultimi ubicati in una costruzione apposita.
- Sala d'attesa
- Servizi igienici